# Joan Tarrés
Joan Tarrés Fortuny (8 mei 1996) is een Spaans hockeyer.

## Levensloop
Tarrés was actief bij Atlètic Terrassa sinds 2014. In april 2021 werd bekend dat hij vanaf seizoen 2021-'22 zou uitkomen voor het Belgische Herakles. Na een seizoen keerde hij terug naar zijn jeugdclub.
Daarnaast is hij actief bij de Spaanse hockeyploeg. Hij debuteerde in juni 2017 in de nationale ploeg en verzamelde 56 caps. Met de Spaanse selectie behaalde Tarrés onder meer zilver op het Europees kampioenschap van 2019 in Antwerpen en nam hij deel aan de Olympische Zomerspelen te Tokio.